# ۱۰۰۰۰ (عدد)
۱۰۰۰۰ به حروف ده هزار یک عدد طبیعی است که بعد از ۹۹۹۹ و قبل از ۱۰۰۰۱ قرار دارد. 